# ستيفاني مورتيمر
ستيفاني مورتيمر (بالإنجليزية: Stephanie Mortimer)‏ هي لاعبة اتحاد الرغبي نيوزيلندية، ولدت في 2 أكتوبر 1981.